# Härnösands stad

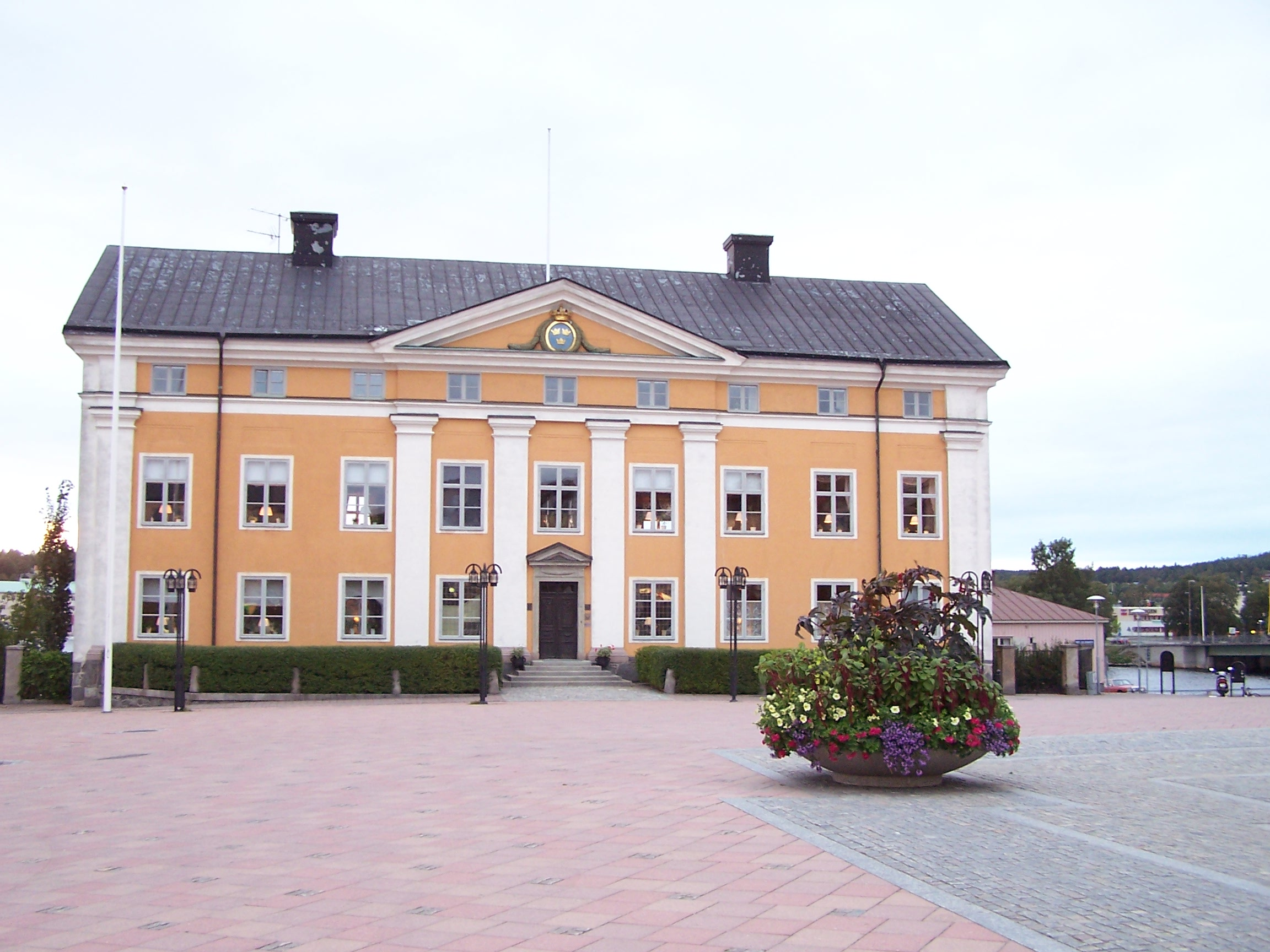
Residenset i Härnösand.

Härnösands stad var en stad och kommun i Västernorrlands län. Centralort var Härnösand och kommunkod 1952-1970 var 2280.

## Administrativ historik
Kung Johan III befallde i ett brev den 8 februari 1583 om upprättande av en stad nära platsen för korsmässmarknaden på Härnön vid Ångermanälvens mynning, där det hade ägt rum livlig handel mellan köpmän och birkarlar sedan 1400-1500-talet. Konungen inskärpte befallningen med eftertryck i ett brev den 3 juni 1584, då Härnösand i en källa anges som "funderad" som stad. Emellertid hörsammade inte köpmännen uppmaningen att raskt bebygga staden, som ännu var obebyggd enligt ett brev den 11 mars 1585, då kungen lovar köpmännen privilegier och fogden får resurser. Staden anses således i allmänhet grundad 1585, den 14 september, och fick sedan stadsprivilegier den 8 februari 1587 som en utbrytning ur Härnö socken.
Staden inrättades sedan som stadskommun den 1 januari 1863 när 1862 års kommunalförordningar trädde i kraft. Den 1 januari 1873 inkorporerades Härnö landskommun i staden. Härnösands stad påverkades inte av kommunreformen 1952 och förblev oförändrad fram till den 1 januari 1969 då de båda landskommunerna Säbrå och Högsjö inkorporerades i staden. År 1971 infördes enhetlig kommuntyp och Härnösands stad ombildades därmed, utan någon territoriell förändring, till Härnösands kommun. 1 januari 2016 inrättades distriktet Härnösands domkyrkodistrikt, med samma omfattning som Härnösands domkyrkoförsamling hade 1999/2000, och vari detta område ingår.
Staden hade egen jurisdiktion med rådhusrätt till 1965 varefter den ingick i Ångermanlands södra domsagas tingslag.
Stadsförsamlingen Härnösands församling inkorporerade 1873 Härnösands landsförsamling och bytte 1979 namn till Härnösands domkyrkoförsamling.

### Sockenkod
För registrerade fornfynd med mera så återfinns staden inom ett område definierat av sockenkod 2470 som motsvarar den omfattning staden hade kring 1950, vilket innebär koden även används för Härnö socken.

## Stadsvapnet
Blasonering: I silver fält en svart bäver med en svart gädda i munnen. 
Detta vapen fastställdes av Kungl. Maj:t år 1931. Vapnet förs idag av den nuvarande Härnösands kommun. Se artikeln om Härnösands kommunvapen för mer information.

## Geografi
Härnösands stad omfattade den 1 januari 1952 en areal av 45,30 km², varav 44,30 km² land.

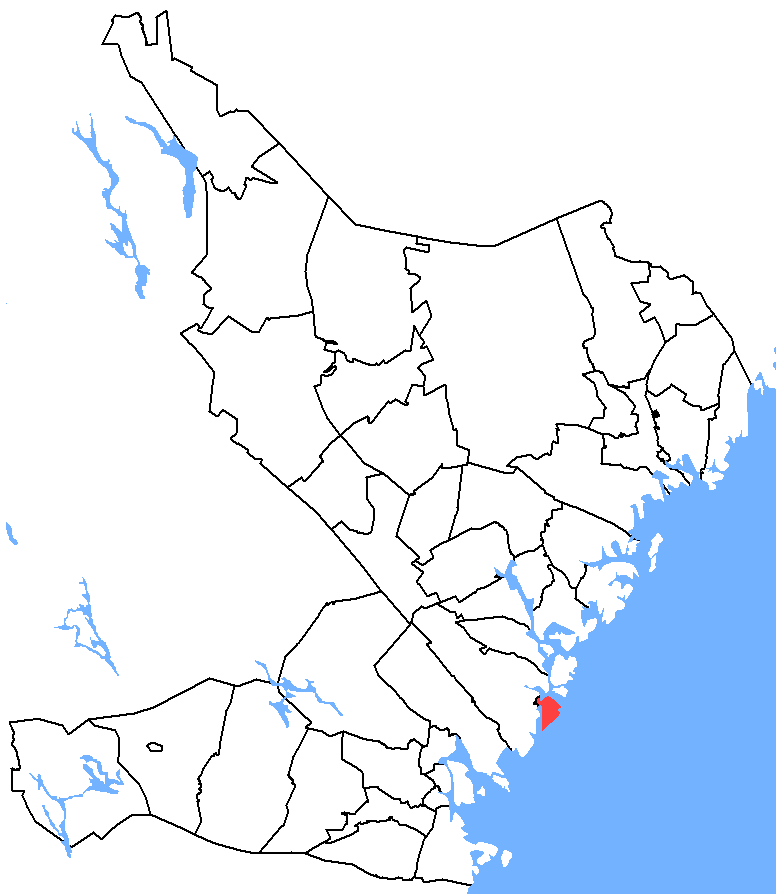
Härnösands stad 1952–68
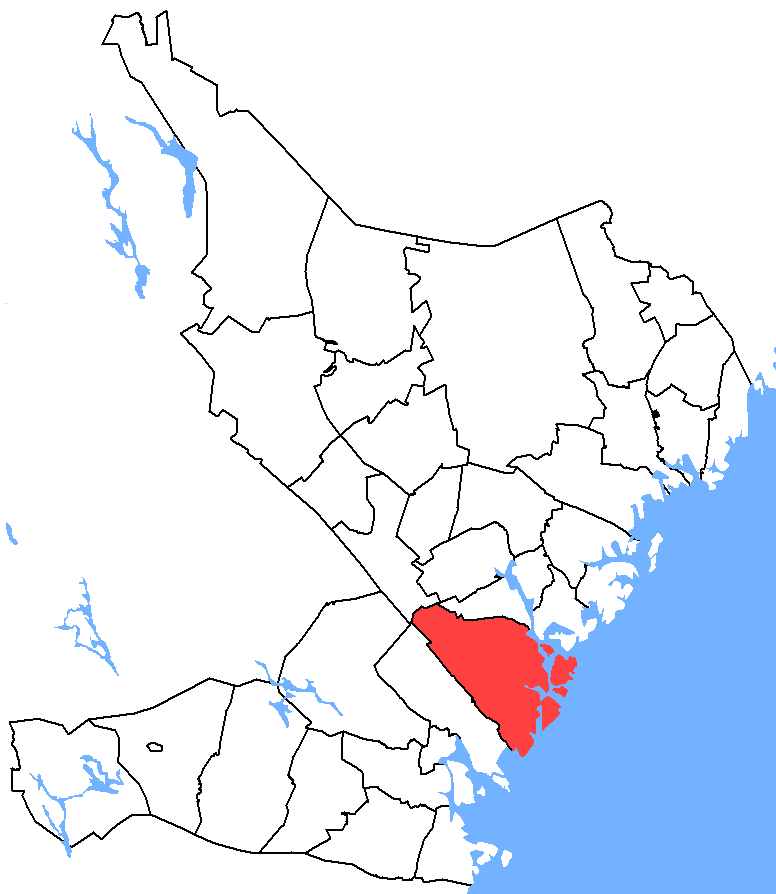
Härnösands 1969-1970

### Tätorter i staden 1960
I Härnösands stad fanns del av tätorten Härnösanda, som hade 16 793 invånare i staden den 1 november 1960. Tätortsgraden i staden var då 97,8 procent.

## Befolkningsutveckling
| Befolkningsutvecklingen i Härnösands stad 1750–1970 | Befolkningsutvecklingen i Härnösands stad 1750–1970 | Befolkningsutvecklingen i Härnösands stad 1750–1970 | Befolkningsutvecklingen i Härnösands stad 1750–1970 | Befolkningsutvecklingen i Härnösands stad 1750–1970 |
| --- | --------------------------------------------------- | --------------------------------------------------- | --------------------------------------------------- | --------------------------------------------------- |
| |                                                     |                                                     |                                                     |                                                     |
| År |                                                     |                                                     | Folkmängd                                           |                                                     |
| 1750 | 1750                                                |                                                     | 1 170                                               |                                                     |
| 1760 | 1760                                                |                                                     | 1 387                                               |                                                     |
| 1769 | 1769                                                |                                                     | 1 594                                               |                                                     |
| 1810 | 1810                                                |                                                     | 1 769                                               |                                                     |
| 1820 | 1820                                                |                                                     | 1 826                                               |                                                     |
| 1830 | 1830                                                |                                                     | 1 966                                               |                                                     |
| 1840 | 1840                                                |                                                     | 2 163                                               |                                                     |
| 1850 | 1850                                                |                                                     | 2 738                                               |                                                     |
| 1860 | 1860                                                |                                                     | 3 239                                               |                                                     |
| 1870 | 1870                                                |                                                     | 3 707                                               |                                                     |
| 1880 | 1880                                                |                                                     | 5 370                                               |                                                     |
| 1890 | 1890                                                |                                                     | 5 789                                               |                                                     |
| 1900 | 1900                                                |                                                     | 7 890                                               |                                                     |
| 1910 | 1910                                                |                                                     | 9 424                                               |                                                     |
| 1920 | 1920                                                |                                                     | 9 742                                               |                                                     |
| 1930 | 1930                                                |                                                     | 11 787                                              |                                                     |
| 1940 | 1940                                                |                                                     | 12 624                                              |                                                     |
| 1950 | 1950                                                |                                                     | 15 333                                              |                                                     |
| 1960 | 1960                                                |                                                     | 17 178                                              |                                                     |
| 1970 | 1970                                                |                                                     | 26 933                                              |                                                     |
| Anm: 1873 inkorporerades Härnö landskommun och 1969 kommunerna Högsjö och Säbrå. För åren 1810-1940: befolkning enligt folkräkning 31 december enligt den administrativa indelningen den 1 januari följande år. 1950 avser befolkning enligt folkräkning den 31 december enligt den administrativa indelningen den 1 januari 1952. 1960 avser befolkning enligt folkräkning den 1 november enligt den administrativa indelningen den 1 januari följande år. 1970 avser befolkning enligt folkräkning den 1 november i det område som Härnösands stad omfattade när den ombildades till Härnösands kommun 1 januari 1971. |                                                     |                                                     |                                                     |                                                     |

## Borgmästare i Härnösands stad
se även Lista över borgmästare i Härnösand
| Ämbetstid | Namn                  | Levnadstid |
| --------- | --------------------- | ---------- |
| 1802–1805 | Lars Fredrik Lind     | 1750-1805  |
| 1825–1859 | Erik Johan Westman    | 1781–1859  |
| ?         | Erik von Stockenström | 1823–1905  |
| 1868–1907 | Christian Fröberg     | 1835–1907  |
| 1908–1932 | Ossian Emthén         | 1856–1933  |
| 1932–1950 | Nathan Rosander       | 1882–1964  |
| 1952–1956 | Eric Söderlind        | 1906–1956  |
| 1957–1964 | Carl Hamilton         | 1915–2004  |

## Politik

### Mandatfördelning i valen 1919–1968
| 4 | 4 | 8 | 14 |

| 26 |

| 3 | 3 | 8 | 16 |

| 28 |

| 8 | 5 | 5 | 18 |

| 35 |

| 3 | 9 | 3 | 2 | 2 | 17 |

| 34 |

| 2 | 11 | 4 | 2 | 17 |

| 34 |

|  | 13 | 3 |  | 2 | 16 |

| 34 |

| 18 | 3 | 3 | 12 |

| 34 |

|  | 17 | 3 | 5 | 10 |

| 32 |

| 3 | 16 |  | 6 | 10 |

| 31 | 5 |

| 18 | 12 | 6 |

| 31 | 5 |

|  | 17 | 11 | 7 |

| 31 | 5 |

|  | 16 | 2 | 8 | 9 |

| 30 | 6 |

|  | 18 | 3 | 8 | 6 |

| 28 | 8 |

| 2 | 14 | 3 | 8 |  | 8 |

| 30 | 6 |

|  | 25 | 10 | 5 |  | 7 |

| 44 |

### Fotnoter
1. 1 2  Johan Nordlander, Korsmässmarknaden till Härnösands stads anläggning år 1583, Norrländska samlingar häfte 11 (III:1), Fritzes bokförlag 1933.
2. 1 2  Runeberg.org Sveriges statskalender 1925 sida 1100
3. ↑  Staden grundades 1585 och firade 400-årsjubileum 1985, enligt Leif Grundberg, Medeltid i centrum: europeisering, historieskrivning och kulturarvsbruk i norrländska kulturmiljöer, doktorsavhandling 2006.
4. ↑  "Härnösand grundades 1585 av Johan III nära platsen för korsmässomarknaden, som hölls 14 september på Härnön vid Ångermanälvens mynning",  Härnösand i Nationalencyklopedins nätupplaga.
5. ↑  Per Andersson: Sveriges kommunindelning 1863-1993, Draking, Mjölby 1993, ISBN 91-87784-05-X, s. 90
6. ↑  Elsa Trolle Önnerfors: Domsagohistorik - Härnösands tingsrätt (del av Riksantikvarieämbetets Tings- och rådhusinventeringen 1996-2007)
7. ↑  ”Förteckning (Sveriges församlingar genom tiderna)”. Skatteverket. 1989. http://www.skatteverket.se/privat/folkbokforing/omfolkbokforing/folkbokforingigaridag/sverigesforsamlingargenomtiderna/forteckning.4.18e1b10334ebe8bc80003999.html. Läst 17 december 2013.
8. ↑  Fornminnesregistret, Riksantikvarieämbetet: Härnösands stad Fornminnen i socknen erhålls på kartan genom att skriva in sockennamn (utan "socken") i "Ange geografiskt område"
9. ↑  Svenska Heraldiska Föreningens vapendatabas
10. ↑  SCB: Folkräkningen 1950 del 1 Arkiverad 29 oktober 2013 hämtat från the Wayback Machine. sida 180 i pdf:en
11. ↑  SCB Folkräkningen 1960 del 2 Arkiverad 24 september 2015 hämtat från the Wayback Machine. sida 43 i pdf:en
12. ↑  ”Tabellverket 1749-1859”. Umeå universitet. Arkiverad från originalet den 2 april 2023. https://web.archive.org/web/20230402045726/http://rystad.ddb.umu.se:8080/Tabellverket/Tabverk. Läst 9 april 2023.
13. ↑  ”Historisk statistik efter serie”. Statistiska centralbyrån. Arkiverad från originalet den 30 december 2017. https://web.archive.org/web/20171230122632/http://www.scb.se/sv_/hitta-statistik/historisk-statistik/digitaliserat---statistik-efter-serie/. Läst 21 juni 2019.
14. ↑  ”Folkräkningen 1910–1960”. Statistiska centralbyrån. Arkiverad från originalet den 22 augusti 2018. https://web.archive.org/web/20180822113519/https://www.scb.se/sv_/Hitta-statistik/Historisk-statistik/Digitaliserat---Statistik-efter-serie/Sveriges-officiella-statistik-SOS-utg-1912-/Folk--och-bostadsrakningarna-1860-1990/Folkrakningen-1910-1960/. Läst 21 juni 2019.
15. ↑  ”Folk- och bostadsräkningen 1965–1990”. Statistiska centralbyrån. Arkiverad från originalet den 22 augusti 2018. https://web.archive.org/web/20180822145518/https://www.scb.se/sv_/Hitta-statistik/Historisk-statistik/Digitaliserat---Statistik-efter-serie/Sveriges-officiella-statistik-SOS-utg-1912-/Folk--och-bostadsrakningarna-1860-1990/Folk--och-bostadsrakningen-1965-1990/. Läst 21 juni 2019.